# Hymno Patriótico
Die Hymno Patriótico (portugiesisch für: Patriotische Hymne), wird als  Portugals erste Nationalhymne angesehen. Das Lied war von der Kantate “La Speranza o sia l’Augurio Felice” beeinflusst. Bis 1821 änderte sich der Text mehrmals. Nachdem Peter I. den Thron bestieg, wurde das Lied “Hymno da Carta” populärer und 1834 offiziell als Hymne angenommen.

## Texte
| Hymno Patriótico Eis, oh Rei Excelso os votos sagrados q’os Lusos honrados vêm livres, vêm livres fazer vêm livres fazer Por vós, pela Pátria o Sangue daremos por glória só temos vencer ou morrer ou morrer . | Patriotische Hymne Hier, oh du edelster König! Sind die heiligen Schwüre, dass die ehrenwerten Lusos In Freiheit kommend, in Freiheit kommend erklären in Freiheit kommend erklären. Für dich, für das Vaterland wird unser Blut vergossen. Für den Ruhm gibt es nur: Siegen oder sterben oder sterben oder sterben! |  |